# Manuel Poggiali
 (juin 2015).
Si vous disposez d'ouvrages ou d'articles de référence ou si vous connaissez des sites web de qualité traitant du thème abordé ici, merci de compléter l'article en donnant les références utiles à sa vérifiabilité et en les liant à la section « Notes et références ».
Manuel Poggiali, né le 14 février 1983, est un pilote de vitesse moto de Saint-Marin.

## Les débuts (1997 à 2000)
Manuel Poggiali a fait ses débuts à moto en 1997, à l'âge de 14 ans ; il décrocha le titre de champion d'Italie un an plus tard. Cette même année, il obtenait une wild card pour disputer le Grand Prix d'Imola. Il faisait bonne figure puisqu'il se classa 8e en qualification mais chuta en course. En 1999, Aprilia l'engage en championnat du monde pour une saison complète. Pour sa première saison, il termine 17e en marquant 47 points ; ce qu'il lui vaut d'être enrôlé par Derbi et pilote au côté du japonais Youchi Ui. Il devient la révélation de l'année en décrochant son premier podium de sa carrière en terminant troisième au Grand Prix des Pays-Bas sous une pluie battante (malgré le décès de son père). Il termine la saison 2000 à la 16e place.

## Le sacre (2001 à 2003)
Manuel Poggiali pilote cette fois-ci pour Gilera (comme Derbi, la marque appartient au groupe Piaggio) et peut prétendre au titre de champion du monde. Il va confirmer son statut de prétendant au titre puisqu'il devient champion du monde 125 cm3 devant Youchi Ui et Toni Elias. Il décroche sa première victoire en Grand Prix en France puis, obtient deux autres victoires au Portugal et à Valence. À cela s'ajoute 4 deuxième place et 4 troisième place. En 2002, Manuel Poggiali reste en 125 cm3 pour défendre son titre mais malgré 4 victoires en Afrique du sud, en Italie, en Catalogne et en Australie et 6 podiums, il se fait battre par le français Arnaud Vincent qui devient le premier français à décrocher le titre de champion du monde en 125 cm3.
En 2003, Manuel tourne la page et passe en 250 cm3 sur une Aprilia usine afin de remplacer Marco Melandri qui est passé en MotoGP. Son adaptation est fulgurante puisqu'il remporte le titre de champion du monde dès sa première année en 250 cm3. Il remporte aussi sa première victoire en 250 cm3 dès le premier Grand Prix au Japon.

## Le déclin (2004 à 2007)
Manuel Poggiali doit à nouveau défendre son titre. Il reçoit aussi la pression des journalistes italiens qui estiment qu'il sera le successeur de Valentino Rossi. Malheureusement pour lui, sa saison est catastrophique : elle est ponctuée par de nombreuses chutes et ne remporte qu'un seul Grand Prix au Brésil et deux 3e place. Il termine 9e au classement général. Aprilia l'exclut et revient en 125 cm3 sur une Gilera. Mais Gilera n'est plus comme avant, la moto ne marche pas et il est incapable de se battre avec les meilleurs pilotes. Il termine 10e du général sans monter une seule fois sur le podium. En 2006, l'équipe autrichienne KTM le recrute en 250 cm3 et Manuel Poggiali est heureux de retrouver Harald Bartold qui lui avait fait son succès en 2001 avec Gilera. Encore une fois, sa saison est bien décevante, il ne marque que 50 points et finit à la 14e place. Il n'entre que deux fois dans le top 10. L'équipe KTM le limoge et ne trouve aucun guidon pour la saison 2007. Manuel Poggiali décide donc de passer une année sabbatique.

## Le retour?
Manuel Poggiali fera son retour en Grand Prix pour la saison 2008 en 250 cm3 dans un team privé : l'équipe Campetella Racing qui avait eu comme pilote par le passé, Randy De Puniet.
Après un début difficile à l'image de ses dernières saisons, Manuel Poggiali se classe en 6e position sur la grille de départ mais se fait accrocher dès le premier virage pendant la course. Lors du Grand Prix de France au Mans, Manuel Poggiali se classe en 8e position sur la grille de départ. Pendant la course perturbée par la pluie, Manuel Poggiali se bat avec les meilleurs et peut prétendre à un podium. Finalement, il termine 6e de la course et on croit à un retour au plus haut niveau de Poggiali. Mais ce retour est très vite estompé puisqu'il réalise des résultats décevants.
Une rumeur annonce qu'il arrêterait la compétition et en effet, après le Grand Prix de République tchèque qui a eu lieu à Brno, Manuel Poggiali décide d'arrêter la compétition à cause d'un problème de santé qui a handicapé sa carrière durant une longue période. Il arrête sa carrière à seulement 25 ans avec un titre de champion du monde en 125 cm3 en 2001 et un titre de champion du monde en 250 cm3 en 2003.

## Palmarès
- Champion du monde 125 cm3 en 2001
- Champion du monde 250 cm3 en 2003
- 12 victoires en grand prix

### Victoires en 125 cm³: 7
| Année | Lieu du Grand Prix                          | Circuit                   | Ville          |
| ----- | ------------------------------------------- | ------------------------- | -------------- |
| 2001  | Grand Prix moto de France                   | Circuit Bugatti           | Le Mans        |
| 2001  | Grand Prix moto du Portugal                 | Circuit d'Estoril         | Estoril        |
| 2001  | Grand Prix moto de la Communauté de Valence | Circuit de Valence        | Valence        |
| 2002  | Grand Prix moto d'Afrique du Sud            | Phakisa Freeway           | Welkom         |
| 2002  | Grand Prix moto d'Italie                    | Circuit du Mugello        | Florence       |
| 2002  | Grand Prix moto de Catalogne                | Circuit de Catalogne      | Barcelone      |
| 2002  | Grand Prix moto d'Australie                 | Circuit de Phillip Island | Phillip Island |

### Victoires en 250 cm³: 5
| Année | Lieu du Grand Prix                | Circuit                               | Ville          |
| ----- | --------------------------------- | ------------------------------------- | -------------- |
| 2003  | Grand Prix moto du Japon          | Circuit de Suzuka                     | Suzuka         |
| 2003  | Grand Prix moto d'Afrique du Sud  | Phakisa Freeway                       | Welkom         |
| 2003  | Grand Prix moto d'Italie          | Circuit du Mugello                    | Florence       |
| 2003  | Grand Prix moto de Rio de Janeiro | Autódromo Internacional Nelson Piquet | Rio de Janeiro |
| 2004  | Grand Prix moto de Rio de Janeiro | Autódromo Internacional Nelson Piquet | Rio de Janeiro |

### Résultats détaillés
(Les courses en gras indiquent une pole position; les courses en italique indiquent un meilleur tour en course)
| Année | Cat.    | Moto    | 1      | 2       | 3       | 4       | 5       | 6       | 7       | 8       | 9       | 10      | 11      | 12      | 13     | 14      | 15     | 16      | 17  | Classement | Points |
| ----- | ------- | ------- | ------ | ------- | ------- | ------- | ------- | ------- | ------- | ------- | ------- | ------- | ------- | ------- | ------ | ------- | ------ | ------- | --- | ---------- | ------ |
| 1999  | 125 cm3 | Aprilia | MAL 12 | JPN 18  | SPA 9   | FRA Ab. | ITA 13  | CAT Ab. | NED 13  | GBR Ab. | GER 11  | CZE     | IMO 8   | VAL Ab. | AUS 9  | RSA Ab. | RIO 7  | ARG Ab. |     | 17e        | 46     |
| 2000  | 125 cm3 | Aprilia | RSA    | MAL     | JPN     | SPA 9   | FRA 8   | ITA Ab. | CAT Ab. | NED 3   | GBR Ab. | GER Ab. | CZE 12  | POR Ab. | VAL 14 | RIO Ab. | PAC 11 | AUS 5   |     | 16e        | 53     |
| 2001  | 125 cm3 | Gilera  | JPN 5  | RSA 2   | SPA Ab. | FRA 1   | ITA 3   | CAT 3   | NED Ab. | GBR 3   | GER 3   | CZE Ab. | POR 1   | VAL 1   | PAC 2  | AUS 2   | MAL 2  | RIO 5   |     | 1re        | 241    |
| 2002  | 125 cm3 | Gilera  | JPN 3  | RSA 1   | SPA DSQ | FRA 2   | ITA 1   | CAT 1   | NED 2   | GBR 3   | GER 4   | CZE 5   | POR Ab. | RIO 3   | PAC 2  | MAL 4   | AUS 1  | VAL 7   |     | 2e         | 254    |
| 2003  | 250 cm3 | Aprilia | JPN 1  | RSA 1   | SPA 4   | FRA Ab. | ITA 1   | CAT Ab. | NED 4   | GBR 2   | GER 8   | CZE 3   | POR 2   | RIO 1   | PAC 3  | MAL 2   | AUS 9  | VAL 3   |     | 1re        | 249    |
| 2004  | 250 cm3 | Aprilia | RSA 4  | SPA Ab. | FRA Ab. | ITA 3   | CAT Ab. | NED 7   | RIO 1   | GER Ab. | GBR Ab. | CZE 9   | POR 7   | JPN 17  | QAT    | MAL     | AUS 3  | VAL Ab. |     | 9e         | 95     |
| 2005  | 125 cm3 | Gilera  | SPA 6  | POR 5   | CHN 12  | FRA 10  | ITA 6   | CAT 6   | NED 8   | GBR 25  | GER 11  | CZE 8   | JPN 6   | MAL 8   | QAT 7  | AUS 13  | TUR 11 | VAL Ab. |     | 10e        | 107    |
| 2006  | 250 cm3 | KTM     | SPA 11 | QAT 14  | TUR 15  | CHN 11  | FRA 17  | ITA 12  | CAT 11  | NED 10  | GBR Ab. | GER 13  | CZE Ab. | MAL 11  | AUS 13 | JPN 12  | POR 12 | VAL 8   |     | 14e        | 50     |
| 2008  | 250 cm3 | Gilera  | QAT 14 | ESP Ab. | POR 17  | CHN Ab. | FRA 6   | ITA Ab. | CAT 14  | GBR 14  | P-B Ab. | ALL Ab. | RTC DNS | SMR     | INP    | JAP     | AUS    | MAL     | VAL | 19e        | 16     |